# Église grecque-catholique ukrainienne
L'Église grecque-catholique ukrainienne (EGCU, également appelée Église gréco-catholique ukrainienne) est une des Églises catholiques orientales. C'est une Église archiépiscopale majeure, comme défini dans le Code des canons des Églises orientales. Son chef porte le titre d’« archevêque majeur de Kiev et de Galicie », avec résidence à Kiev. Le siège est occupé par Sviatoslav Chevtchouk, élu par le synode des évêques de l’Église le 23 mars 2011 et confirmé le 25 mars suivant par le pape.
L'Église grecque-catholique est, par la taille, la troisième Église d’Ukraine avec près de 8 % de la population. Il existe deux autres Églises catholiques en Ukraine (toutes deux unies à Rome) : l'Église catholique de rite latin et l'Église grecque-catholique ruthène.

## Nom
L'Église grecque-catholique ukrainienne est également connue sous d'autres noms :
- Église grecque-catholique ukrainienne,
- Église catholique ukrainienne de rite byzantin,
- Église catholique ukrainienne,
- Église catholique kiévienne,
- Église catholique de Kiev.

## Histoire

### Concile de Florence
Le métropolite de Kiev et de Moscou, Isidore, adhère, au nom de l’Église russe, à l’union des Églises prononcée au concile de Florence en 1439. De retour à Moscou en 1441, il échoue dans sa tentative d'imposer l'Union. Le prince Vassili II le fait enfermer dans un couvent et libère l’Église russe de la tutelle des Byzantins. Il est remplacé par le métropolite Jonas, élu en 1448, par le Synode de Moscou, sans le consentement du patriarche de Constantinople. Isidore ayant démissionné, le pape Calixte III (1455-1458) nomme Grégoire Bulhar métropolite ruthène de Kiev. À partir de ce moment, les métropoles de Kiev et de Moscou sont séparées.
Au XVe siècle, la métropole de Kiev tente, sans succès, de se rapprocher de Rome.

### Unions avec Rome
- 1595-1596, union de Brest : décision de la métropole de Kiev de se placer sous la juridiction de Rome. La Ruthénie (actuelle Ukraine) faisait alors partie de la république des Deux Nations (Pologne et Lituanie en majorité catholiques). Établissement de l'Église grecque-catholique ukrainienne.
- 1646, union d'Užhorod : Décision de 63 prêtres orthodoxes de Ruthénie subcarpatique de se placer sous la juridiction de Rome. La Ruthénie subcarpatique faisait alors partie du royaume de Hongrie. Établissement de l'Église grecque-catholique ruthène.
- 1698, Synode d'Alba Iulia : Union à Rome des Roumains orthodoxes de Transylvanie alors sous la domination directe des Habsbourg. Établissement de l'Église grecque-catholique roumaine.

Ces unions donnent lieu au terme d'Église uniate, fréquemment employé jusqu'au concile Vatican II, mais à présent considéré comme péjoratif et démodé.

### Luttes confessionnelles
Une grande partie des Ruthènes refusa l'Union. Avec l'appui des Cosaques zaporogues, un métropolite orthodoxe fut ordonné à Kiev, en 1620, par le patriarche de Jérusalem Théophane. En 1623, le cofondateur de l'Ordre basilien, Josaphat Kountsevitch fut assassiné par des orthodoxes ; il fut reconnu martyr et saint depuis (premier saint gréco-catholique canonisé par Rome). En 1632, la Diète polonaise entérina la présence de deux métropoles (orthodoxe et grecque-catholique) à Kiev. Le partage de l'éphémère État ukrainien (1649-1667) entre la Pologne et la Russie entraîna l'intégration de la métropole orthodoxe de Kiev dans le patriarcat de Moscou.
L'Église grecque-catholique se trouva prise en étau entre les orthodoxes et les tentatives polonaises de latinisation.
À partir du XVIIIe siècle et des partages de la Pologne, les autorités tsaristes eurent une attitude hostile envers les fidèles de l'Église grecque-catholique sur le territoire qu'ils administraient. L'Église fut formellement interdite au XIXe siècle. À l'opposé, ceux qui vivaient au sein de l'Empire austro-hongrois, puis, après la Première Guerre mondiale, en Pologne, ne furent pas inquiétés ; un des fruits de cette attitude bienveillante fut la création, en 1892, des Servantes de Marie Immaculée, premier ordre catholique féminin créé en terre ukrainienne.

### Sous le communisme
- De 1940 à 1944, l'Église est dirigée par le métropolite André Cheptytsky, frère de Clément Sheptytsky ; et de 1944 à 1987, par le cardinal Josyf Slipyj, vite arrêté par les autorités communistes.
- 1945 : Les Églises gréco-catholiques ukrainienne et ruthène sont rattachées de force à l'Église orthodoxe russe (en URSS). L'Église continue d'exister dans la diaspora (et clandestinement en Ukraine). L'opération d’annexion de l'Église grecque-catholique ukrainienne par l'Église orthodoxe russe en 1945 est dirigée par Staline[4]. Une lettre de décembre 1945 de Nikita Khrouchtchev à Joseph Staline et révélée en 2009[5], prouve que les dirigeants soviétiques ont été directement impliqués dans la liquidation de l'Église catholique uniate d'Ukraine. « Lorsque j'étais à Moscou, je vous ai informé sur le travail accompli en vue de la destruction de l'Église uniate et sur l'intégration des religieux dans l'Église orthodoxe », écrit Nikita Khrouchtchev, alors chef du PC d'Ukraine, dans cette lettre datée du 17 décembre 1945 et issue des archives du Parti communiste de l'Union soviétique.

Ces écrits confirment les thèses défendues par de nombreux historiens sur le sort subi par l'Église grecque-catholique, implantée principalement dans l'ouest de l'Ukraine.
Les évêques de cette Église, accusés de collaboration avec les forces allemandes pendant l'occupation, avaient été arrêtés simultanément le 11 avril 1945 et condamnés aux travaux forcés.
- En 1946, sous l'impulsion d'un « comité pour la réunification de l'Église grecque-catholique avec l'orthodoxie », le clergé grec-catholique est intégré de force à l'église orthodoxe du Patriarcat de Moscou, résiliant le lien avec Rome datant de 1596. Le 9 décembre 1946, lors du « Synode de Lvov », 204 prêtres gréco-catholiques abjurent « l'hérésie latine », tandis que la hiérarchie ecclésiale et les prêtres refusant la « conversion » obligatoire à l'orthodoxie sont déportés et internés au goulag[6].
L’Église gréco-catholique continue dans la clandestinité. Les prêtres perpétuent le culte clandestinement, certains prennent le chemin de l'exil.

En 1963, Josyf Slipyj, auparavant nommé ainsi cardinal secrètement par le pape Jean XXIII (donc in pectore), fut libéré et put participer au concile Vatican II pendant lequel son rang de cardinal fut publiquement révélé.

### Depuis la chute du communisme: rétablissement et tensions avec l'Église orthodoxe
- 1989 : Les Églises gréco-catholiques ukrainienne et roumaine sont rétablies mais les autorités de ces deux pays à majorité orthodoxe refusent de leur restituer les biens confisqués (monastères, églises, écoles) et attribués aux Églises orthodoxes.

Le 30 mars 1991, le cardinal Myroslav Ivan Lioubatchivsky prend possession de la cathédrale de Lviv.
L'Église gréco-catholique revendique aujourd'hui plus de six millions de fidèles en Ukraine, répartis dans plus de 3 600 paroisses.
Jean-Paul II est connu pour avoir été le grand défenseur de la communauté gréco-catholique ukrainienne. La sortie des catacombes de cette Église fut l'un des moments les plus émouvants de son pontificat.

#### Transfert du siège à Kiev
Le 21 août 2005, le siège de l'Église a été officiellement transféré de Lviv à Kiev la capitale. Le titre du primat a évolué d'Archevêque majeur de Lviv à Archevêque majeur de Kiev et de Galicie.
Le changement de siège est devenu une nouvelle source de tension entre l'Église orthodoxe russe et l'Église catholique. L’Église orthodoxe ukrainienne (patriarcat de Moscou) en la personne d'Alexis II s'y oppose fermement et a demandé au pape Benoît XVI d’annuler ce transfert. Le transfert de siège avait déjà été étudié précédemment mais freiné par le Vatican qui ne souhaitait pas dégrader ses relations avec l'Église orthodoxe russe.
Le pape François refuse en 2018 que l’archevêque majeur, Sviatoslav Chevtchouk, devienne un patriarche, une aspiration de longue date des gréco-catholiques, mais qui risquerait de nuire aux relations œcuméniques avec l'Église orthodoxe russe.

## Organisation

### Organisation territoriale

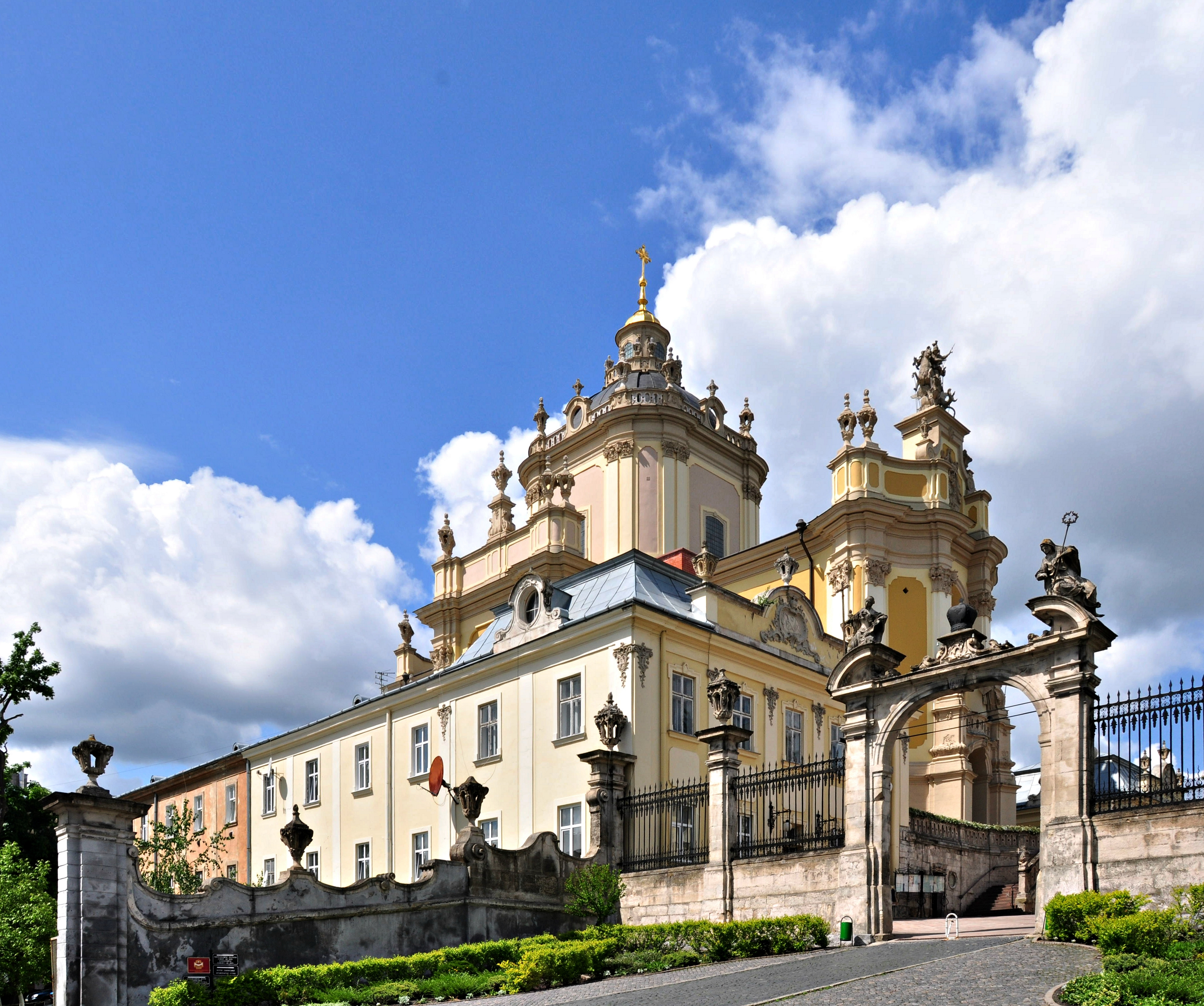
La cathédrale gréco-catholique Saint-Georges de Lviv en Ukraine, église principale d’une archéparchie métropolitaine.

Ukraine

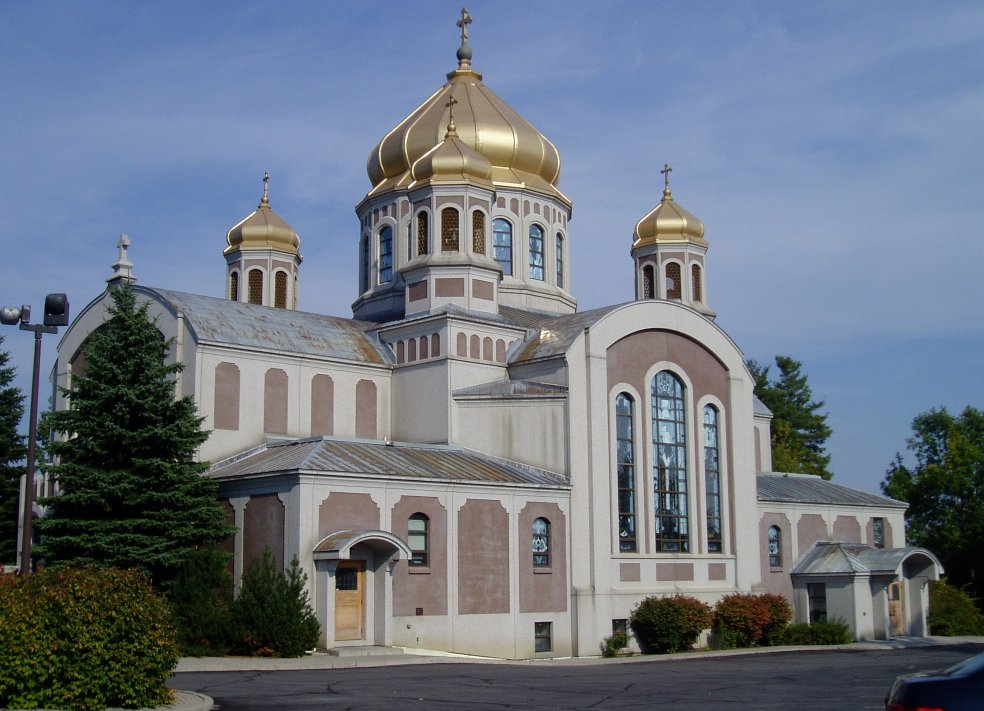
L’église Saint-Jean-Baptiste d’Ottawa au Canada, rattachée à l’éparchie de Toronto.

- Archéparchie métropolitaine majeure de Kiev en Galicie (en) (et éparchie de Kamianets-Podilskyï, ces deux éparchies ayant été unies en 2004)
  - Exarchat archiépiscopal de Donetsk
  - Exarchat archiépiscopal de Loutsk
  - Exarchat archiépiscopal d'Odessa
  - Exarchat archiépiscopal de Crimée
  - Exarchat archiépiscopal de Kharkiv
- Archéparchie métropolitaine de Lviv (en)
  - Éparchie de Stryï
  - Éparchie de Sambir et Drohobytch
  - Éparchie de Sokal et Jovkva
- Archéparchie métropolitaine d'Ivano-Frankivsk/Stanyslaviv
  - Éparchie de Kolomya
  - Éparchie de Tchernivtsi
- Archéparchie métropolitaine de Ternopil et Zboriv
  - Éparchie de Boutchatch
  - Éparchie de Kamianets-Podilskyï

Il est prévu que les éparchies à nom double, dénotant un diocèse ayant deux centres urbains majeurs, seront séparées en deux éparchies distinctes dès que le nombre de prêtres y exerçant sera suffisant pour ce faire. Les exarchats archiépiscopaux sont des structures missionnaires mises en place par l'archevêque majeur de Kiev et destinées à devenir des éparchies lorsqu'elles auront atteint un nombre suffisant de prêtres et de fidèles.
Russie
- Différentes paroisses au sein de l'Église grecque-catholique russe.

Pologne
- Archéparchie de Przemyśl et Varsovie
  - Éparchie de Wrocław et Gdańsk

France, Suisse et Bénélux
- Éparchie Saint-Vladimir-le-Grand de Paris

Grande-Bretagne
- Éparchie de la Sainte-Famille à Londres

Allemagne
- Exarchat apostolique d'Allemagne et de Scandinavie

Italie
- Exarchat apostolique d'Italie

Canada
- Archéparchie métropolitaine de Winnipeg
  - Éparchie d'Edmonton
  - Éparchie de Toronto
  - Éparchie de Saskatoon
  - Éparchie de New Westminster

États-Unis
- Archéparchie métropolitaine de Philadelphie
  - Éparchie Saint-Josephat de Parma
  - Éparchie Saint-Nicolas de Chicago
  - Éparchie de Stamford

Brésil
- Archéparchie métropolitaine de Saint-Jean-Baptiste de Curitiba (province ecclésiastique latine de Curitiba)
  - Éparchie de l'Immaculée Conception de Prudentópolis.

Argentine
- Éparchie de l'Intercession de la Mère de Dieu à Buenos Aires (partie de la province ecclésiastique latine de Buenos Aires)

Australie
- Éparchie de Saint-Pierre-et-Paul à Melbourne (partie de la province ecclésiastique latine de Melbourne)

### Instituts religieux
- Ordre basilien de saint Josaphat (O.B.S.M.)
- Studites (M.S.U)
- Servantes de Marie Immaculée

### Université
L'Université catholique ukrainienne (UCU) a été inaugurée à Lviv le 29 juin 2002.

## Relations avec les autres Églises

### Mouvements centrifuges
Une minorité de tendance traditionaliste a fondé la Fraternité sacerdotale Saint-Josaphat de rite byzantin avec l'appui de la Fraternité sacerdotale Saint-Pie-X. Elle confère les Ordres majeurs dans le rite ruthène. Les tensions sont vives avec l'Église grecque-catholique ukrainienne car, outre son refus d'un trop grand œcuménisme, la Fraternité Saint-Josaphat préfère, lors de ses offices, user du slavon ancien et garder certaines pratiques latines.
En 2009 a été fondée l'Église grecque-catholique orthodoxe ukrainienne.

### Relations avec l'Église catholique romaine
Un mouvement existe au sein de l'Église grecque-catholique ukrainienne (clergé et fidèles) pour sa reconnaissance par Rome en tant qu'Église patriarcale.
L’Église est représentée au Conseil des conférences épiscopales d’Europe (CCEE), parmi une petite quarantaine de membres, dont deux autres représentants des Églises du territoire ukrainien.

### Relations avec les Églises orthodoxes
Les relations avec les Églises Orthodoxes, particulièrement le patriarcat de Moscou, sont tendues.

### Filmographie
Dans le film Les Souliers de saint Pierre de 1968, l'acteur Anthony Quinn incarne l'archevêque métropolite gréco-catholique ukrainien de Lviv, Kiril Pavlovitch Lakota, libéré d'un goulag soviétique pour être envoyé à Rome et y devenir peu de temps après pape. Un film marquant qui aurait inspiré le président Richard Nixon dans sa stratégie à l'égard de Pékin. Un film prémonitoire aussi, dix ans avant l'élection de Karol Wojtyla au trône pontifical.